# Henry Sheldon Fitch
Henry Sheldon Fitch (* 25. Dezember 1909 in Utica, New York; † 8. September 2009 in Stillwater, Oklahoma) war ein US-amerikanischer Zoologe und Herpetologe.

## Lebenslauf
Fitch wurde am 25. Dezember 1909 in Utica im Bundesstaat New York geboren. Im Jahr darauf zog die Familie nach Medford im Rogue Valley in Oregon. Dort wuchs er auf einer 0,5 km² großen Ranch auf und entwickelte schon als Kind großes Interesse an allen Reptilien, die er finden konnte. 1926 schrieb er sich an der University of Oregon ein, wechselte aber für seine Abschlussarbeit zur University of California in Berkeley, wo er 1933 den Master of Arts und 1937 den Doktortitel (Ph.D.) in Zoologie erlangte.
Von 1938 bis 1947 arbeitete er für die Naturschutzbehörde U.S. Fish and Wildlife Service (USFWS) als Feldbiologe in der Abteilung für Schädlingsbekämpfung und erforschte Nagetiere wie Eichhörnchen, Erdhörnchen und Känguruhratten. Während des Zweiten Weltkrieges diente er von 1941 bis 1945 als Apotheker im Sanitätsdienst. Er war im Vereinigten Königreich, in Frankreich und schließlich in Deutschland stationiert.
1946 heiratete er Virginia Ruby Preston, mit der er drei Kinder bekam. Nach einigen Schwierigkeiten, seine frühere Stelle am USFWS zurückzubekommen, verließ er die Naturschutzbehörde 1948 und nahm eine Position an der University of Kansas an. Dort arbeitete er als Zoologie-Lehrer und Leiter eines 2,5 km² großen Gebiets im Douglas County, das der Universität 1947 von Gouverneur Charles L. Robinson überlassen worden war und anfangs lediglich den dortigen Rinderzüchtern als Weideland diente. Fitch war dessen erster und bislang einziger Kurator und machte es zu einem artenreichen Naturschutzgebiet.
In dieser Natural History Reservation erforschte er Schlangen und Eidechsen, führte Zoologie- und Ökologie-Kurse für Studenten durch und setzte sich fünf Jahrzehnte lang für die Renaturierung und den Erhalt des Areals als Naturschutzgebiet ein. 1986 benannte die Universität es in Fitch Natural History Reservation um.
1949 wurde Fitch wissenschaftlicher Assistent und 1958 Professor der Universität. Ab 1965 forschte er zusätzlich in Costa Rica, Mexiko, Nicaragua, Ecuador und in der Dominikanischen Republik. Dank seines Engagements gelang es, in Nicaragua ein Artenschutzprogramm für die dortigen Leguane zu bewirken, das in den 1980er Jahren in Kraft trat.
1980 ging Henry Sheldon Fitch in Rente, blieb aber bis 2006 ein aktiver Herpetologe, der weiter Schlangen erforscht und zahlreiche wissenschaftliche Aufsätze veröffentlicht.
Der Fitch Award, der seit 1998 jährlich von der Amerikanischen Gesellschaft der Ichthyologen und Herpetologen an einen herausragenden Reptilien- und Amphibienforscher vergeben wird, ehrt ihn für seine zahlreichen Beiträge zum Verständnis der Systematik, Ökologie, Naturgeschichte und für sein Engagement zum Schutz von Amphibien und Reptilien.

## Ausgewählte Werke
- Ecology of the opossum on a natural area in northeastern Kansas, Museum of Natural History, Kansas, 1953
- Life History and ecology of the five-lined skink, Eumeces fasciatus, Museum of Natural History, Kansas, 1954
- The Forest habitat of the University of Kansas Natural History Reservation, Museum of Natural History, Kansas, 1956
- An ecological Study of the collared lizard (Crotaphytus collaris), Museum of Natural History, Kansas, 1956
- Aspects of reproduction and development in the prairie vole (Microtus ochrogaster), Museum of Natural History, Kansas, 1957
- Autecology of the copperhead, Museum of Natural History, Kansas, 1960
- Natural history of the racer, Coluber constrictor, Museum of Natural History, Kansas, 1963
- Breeding Cycle in the ground skink, Lygosoma laterale, Museum of Natural History, Kansas, 1965
- Variation in the Central American iguanid lizard, Anolis cupreus,: With the description of a new subspecies, Occasional papers of the Museum of Natural History – Nr. 8, Kansas, 1972
- Sexual Size Differences in Reptiles, University of Kansas, 1981, ISBN 0-3170486-2-7
- Coluber mormon, a species distinct from C. constrictor, Transactions of the Kansas Academy of Science (mit W.S. Brown, W.S. Parker), 1981
- Reproductive Cycles in Tropical Reptiles, Museum of Natural History, Kansas, 1982, ISBN 9-9921488-0-2
- Ecological and Taxonomic Notes on Nicaraguan Anoles (mit Richard A. Siegel), Public Museum Milwaukee, 1984, ISBN 0-8932610-4-1
- Reproductive Cycles in Lizards and Snakes, Museum of Natural History, Kansas, 1991, ISBN 0-8933803-7-7
- A Kansas Snake Community: Composition and Changes over 50 Years, Krieger Publishing Company, 1998, ISBN 0-8946499-6-5